# Referendum zur Legalisierung des Schwangerschaftsabbruchs in Portugal 1998
Am 8. Juni 1998 fand in Portugal ein Referendum statt, in der die portugiesische Bevölkerung über die Legalisierung des freiwilligen Schwangerschaftsabbruches entscheiden konnte. Die Bevölkerung entschied sich mit einer äußerst knappen Mehrheit (50,07 Prozent) gegen den Vorschlag.

## Hintergrund
Da Portugal zu damaliger Zeit eines der strengsten Abbruchgesetzen in ganz Europa hatte, stieg die Zahl der illegalen Schwangerschaftsabbrüche – besonders in grenznahen Regionen zu Spanien – ständig. Aus diesem Grunde brachte die Portugiesische Kommunistische Partei (PCP) den Gesetzesvorschlag in der Assembleia da República ein, den freiwilligen Schwangerschaftsabbruch bis zur zehnten Woche zu legalisieren. Zwar verabschiedete das Parlament die Vorlage, doch die Vorsitzenden der beiden größten Parteien PS und PSD vereinbarten zu dieser Frage ein Referendum abzuhalten.
Das Referendum war das erste seiner Art in der portugiesischen Geschichte.

## Referendum

### Frage
Die Frage, auf die lediglich mit Ja oder Nein geantwortet werden konnte, lautete:

«Concorda com a despenalização da interrupção voluntária da gravidez, se realizada, por opção da mulher, nas 10 primeiras semanas, em estabelecimento de saúde legalmente autorizado?»

„Stimmen Sie der Strafbefreiung des Schwangerschaftsabbruches innerhalb der ersten zehn Wochen zu, wenn dieser auf Wunsch der Mutter und in einer gesetzlich autorisierten Gesundheitsanstalt stattfindet?“

Obwohl die Vorlage von der PCP, der PEV und einem Großteil der PS befürwortet wurde, vertrat der damalige Premierminister António Guterres Gegenposition, da er sich als strenger Katholik sah. Aus diesem Grunde gab die Partido Socialista offiziell keine Wahlempfehlung ab, ebenso tat es dies die liberal-konservative PSD, die größte Oppositionspartei. Auf der anderen Seite sprachen sich vor allem die katholische Kirche und die rechts-konservative CDS-PP dagegen aus.

### Ergebnis

Ergebnis des Referendums nach Distrikten

Letztendlich stimmte eine äußert knappe Mehrheit (50,07 Prozent) der Bevölkerung gegen den Gesetzesvorschlag, 48,28 Prozent der Wähler stimmten dafür. Die Wahlbeteiligung lag jedoch lediglich bei 31,89 Prozent, d. h. es nahmen 2,7 Millionen der 8,49 Millionen Wahlberechtigten teil.
| Antwort         | Stimmen   | Prozent |
| --------------- | --------- | ------- |
| Ja              | 1.308.130 | 48,28   |
| Nein            | 1.356.754 | 50,07   |
| Leerstimmen     | 29.057    | 1,07    |
| Ungültig        | 15.562    | 0,57    |
| Wahlbeteiligung | 2.709.503 | (31,89) |

Laut portugiesischer Verfassung war das Votum der Wähler nicht bindend, da die Wahlbeteiligung unter 50 Prozent lag. Aber auch wegen der negativen Entscheidung entschied sich die regierende Partido Socialista unter António Guterres vorerst keine Änderungen im portugiesischen Strafgesetzbuch vorzunehmen.
2007 fand erneut ein Referendum mit der gleichen Frage statt, die Bevölkerung stimmte mehrheitlich dafür, sodass heutzutage Schwangerschaftsabbrüche straffrei getätigt werden können.